# Райхард Кньотель
Райхард Кньотель (нім. Richard Knötel; 12 січня 1857, Глогау, Сілезія — 26 квітня 1914, Берлін) — німецький художник-баталіст.

## Біографія
Народився у Глогау у сім'ї вчителя живопису Августа Кнетеля. У 23 роки вступив до Берлінської академії образотворчих мистецтв, вже маючи за спиною чималий досвід журнального художника-ілюстратора. Після навчання Кнетель почав збирати книги з військової історії, і в результаті зібрав їх понад 9 000. На підставі цих джерел Кнетель створив величезну кількість ілюстрацій, що зображують європейську військову форму різних країн з 17 по початок 20 століття. Ці малюнки затребувані досі, через високу художню якість і високу точність деталей. Прикладом роботи Кнетеля є книга, що складається з десятків чудових малюнків уніформи німецьких держав.
Кнетель дружив з іншим відомим батальним живописцем — Карлом Ройхлінгом. Разом з ним він написав та проілюстрував дві патріотичні книги для дітей, присвячені німецькій військовій історії. Окрім малюнків, що зображують уніформу, він також виконав значну кількість картин на батальний сюжет.
Ріхард Кнетель помер від малярії, на яку захворів під час поїздки в Німецьку Східну Африку, і був похований на цвинтарі святого Матвія в берлінському районі Темпельхоф.

## Галерія

### Наполеонівські війни

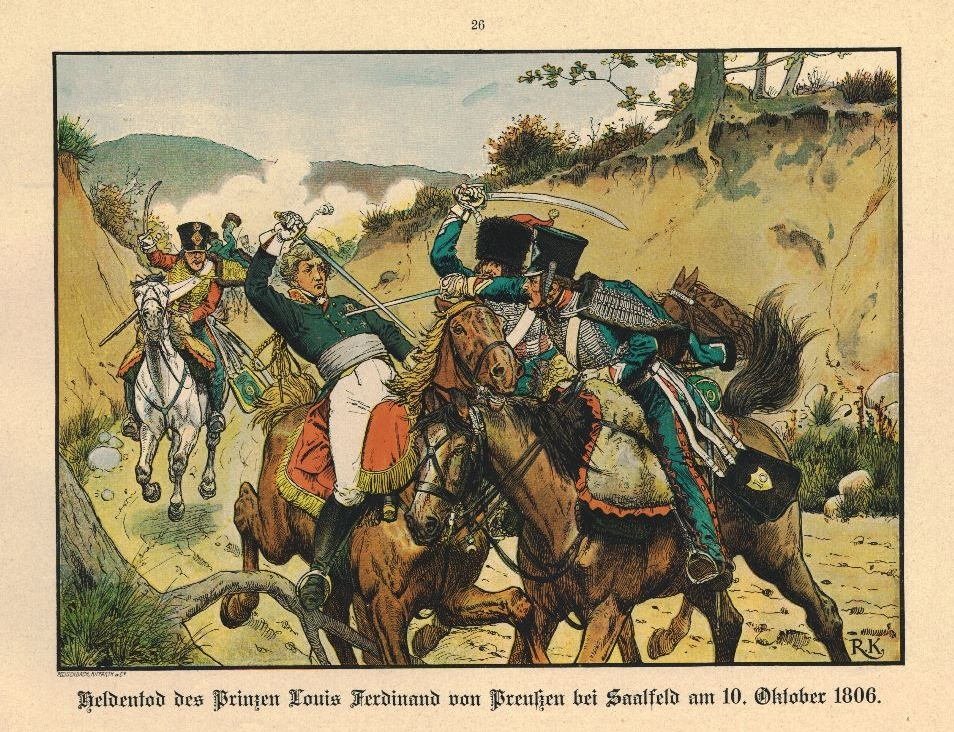
Загибель принца Людвіга Фрідріха Прусського при Заальфельді в 1806 році.
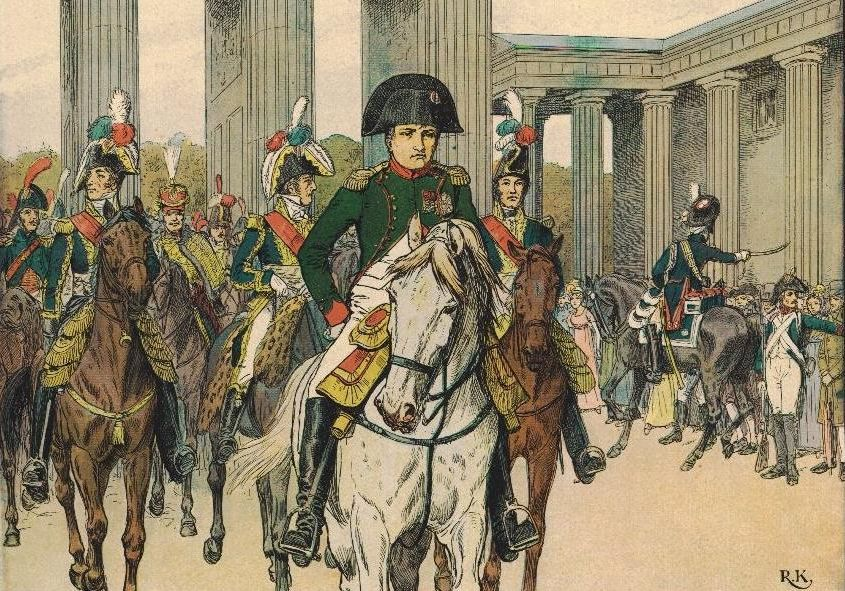
Вступ Наполеона до Берліна в 1806 році.
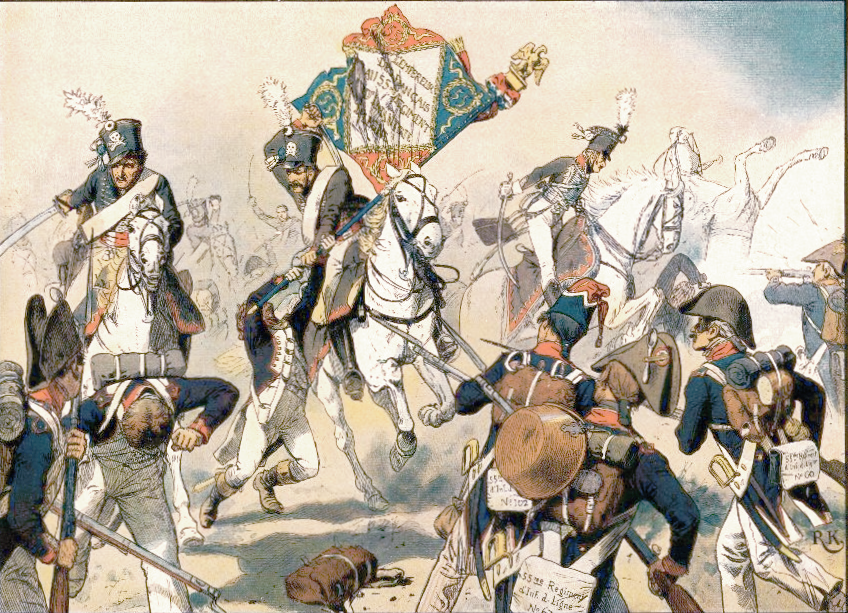
Битва при Гейльсберзі, 1807.
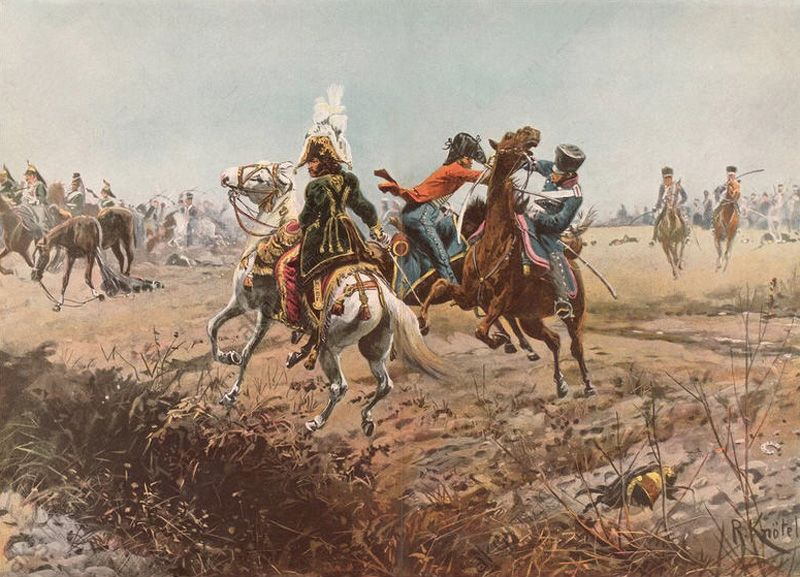
Маршал Мюрат у 1813 році.
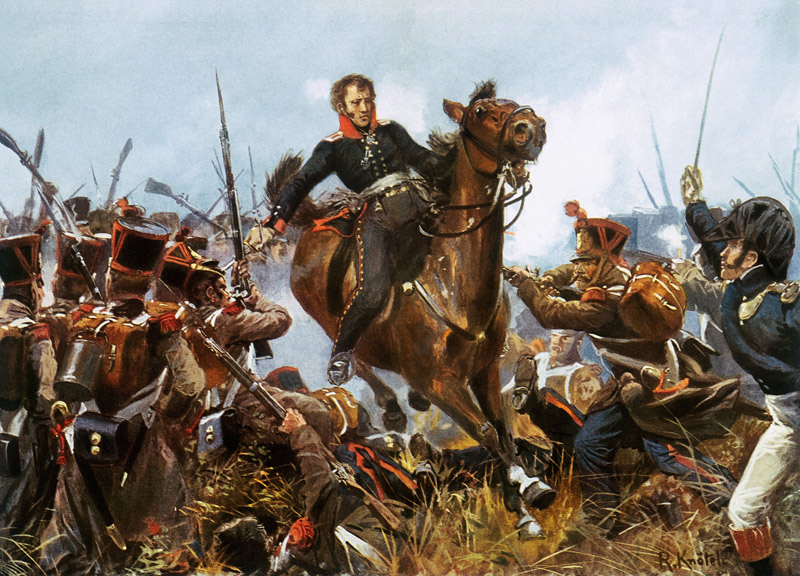
Майор Генріх фон Крозіг у 1813 році.
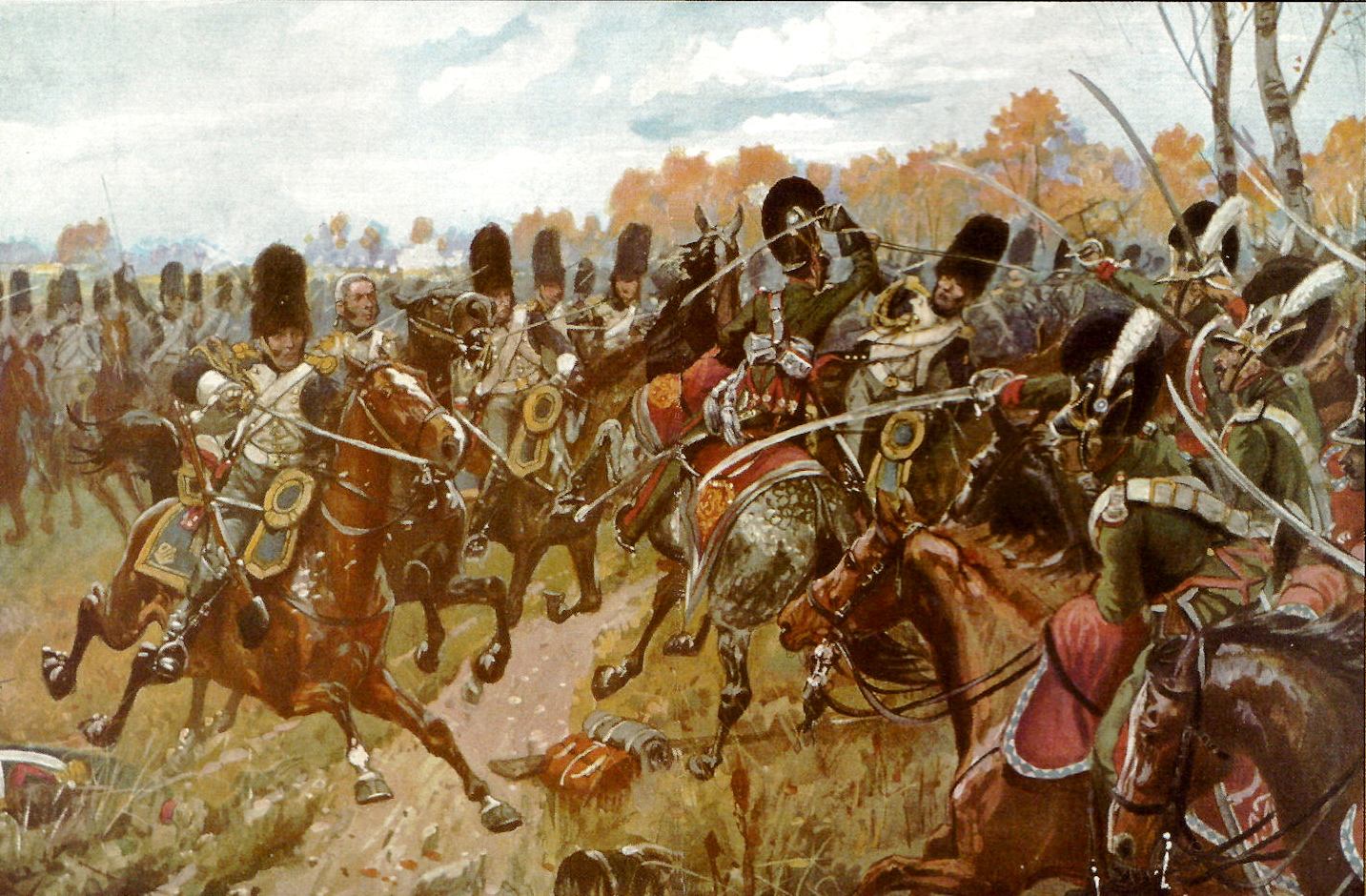
Кінні гренадери Імператорської гвардії (Франція) у Битві при Ганау (1814).
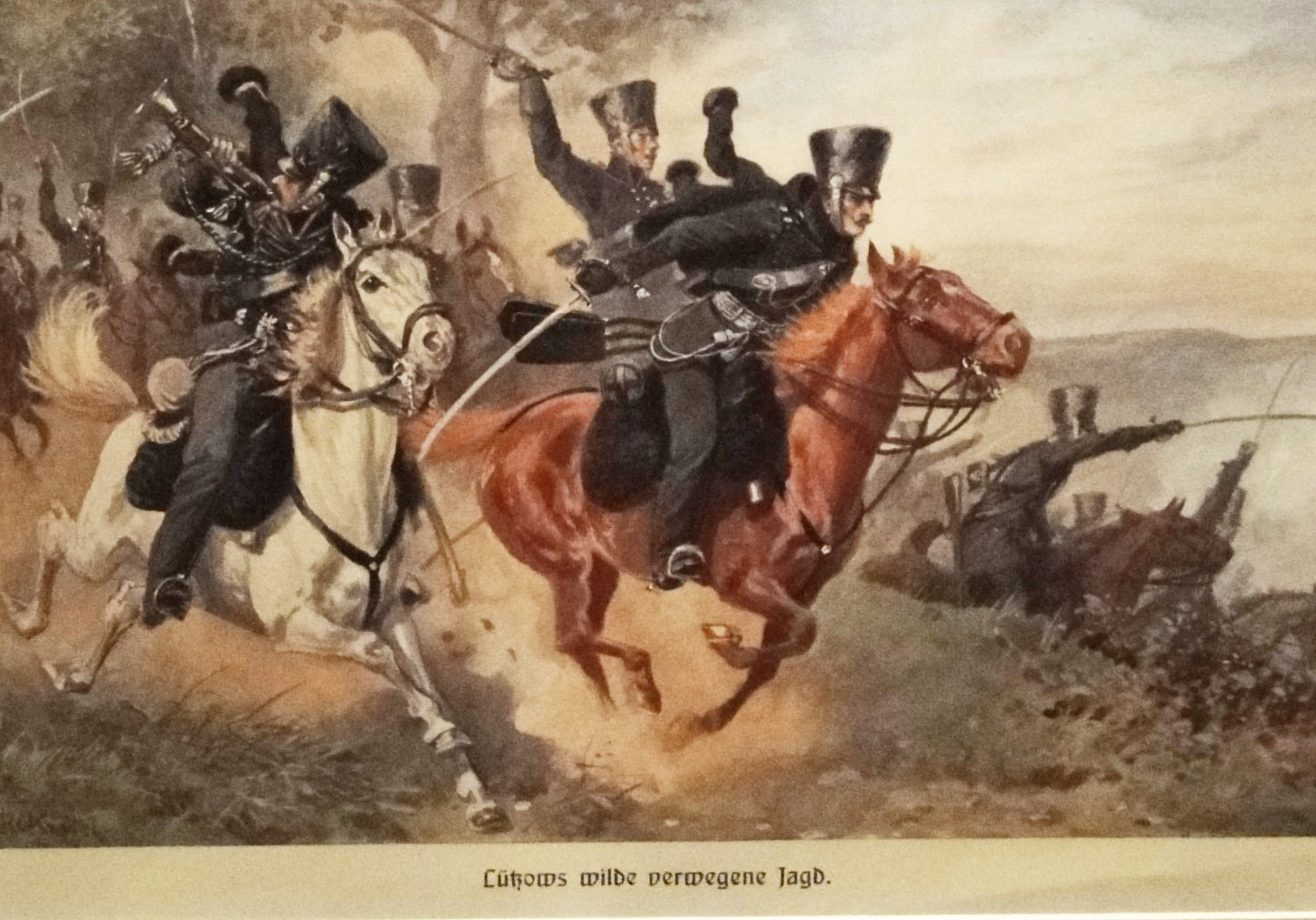
Атака прусських чорних гусар, 1813—15.
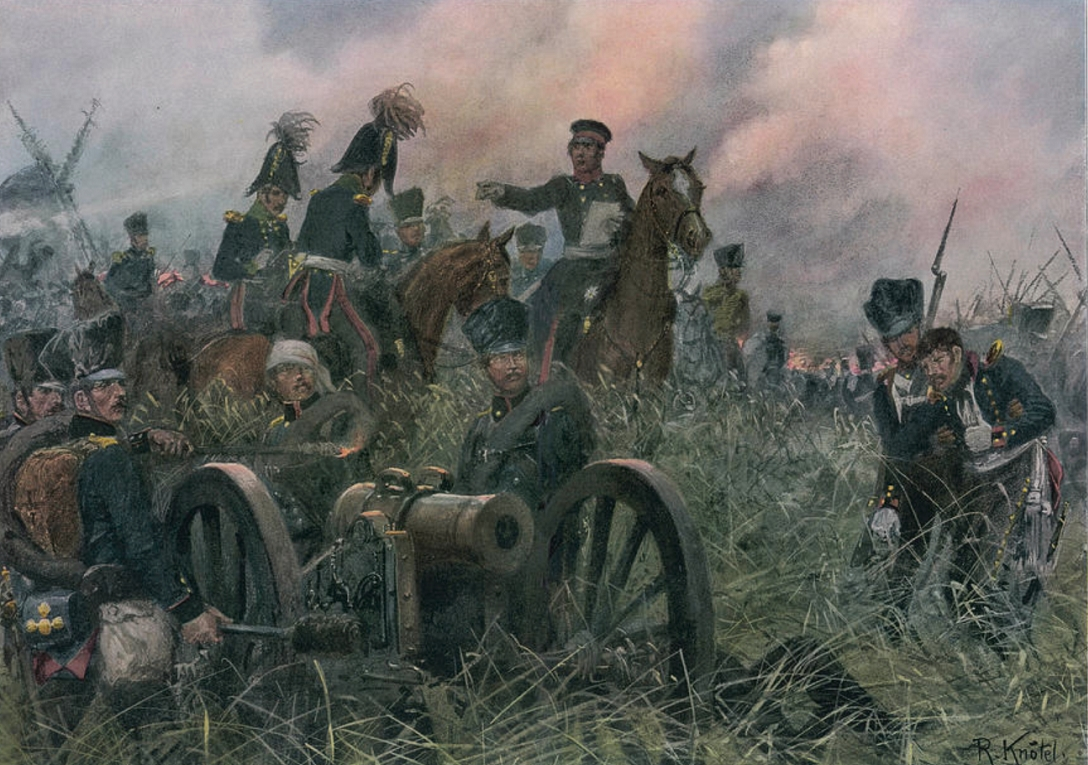
Генерал Гнейзенау у битві при Ліньї.
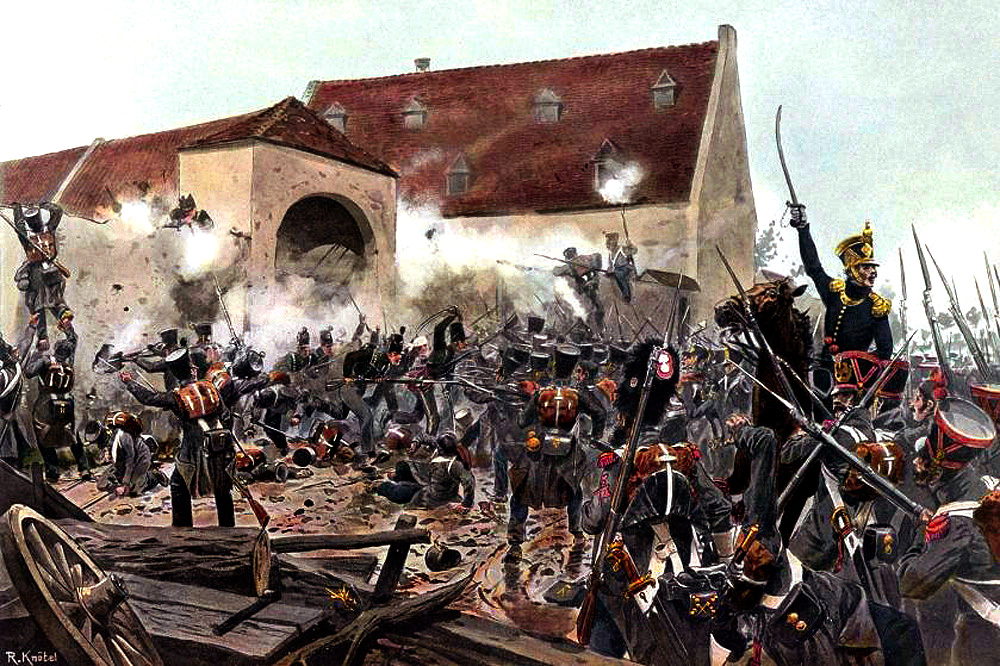
Атака французів на ферму Ла-Е-Сент під час битви під Ватерлоо.
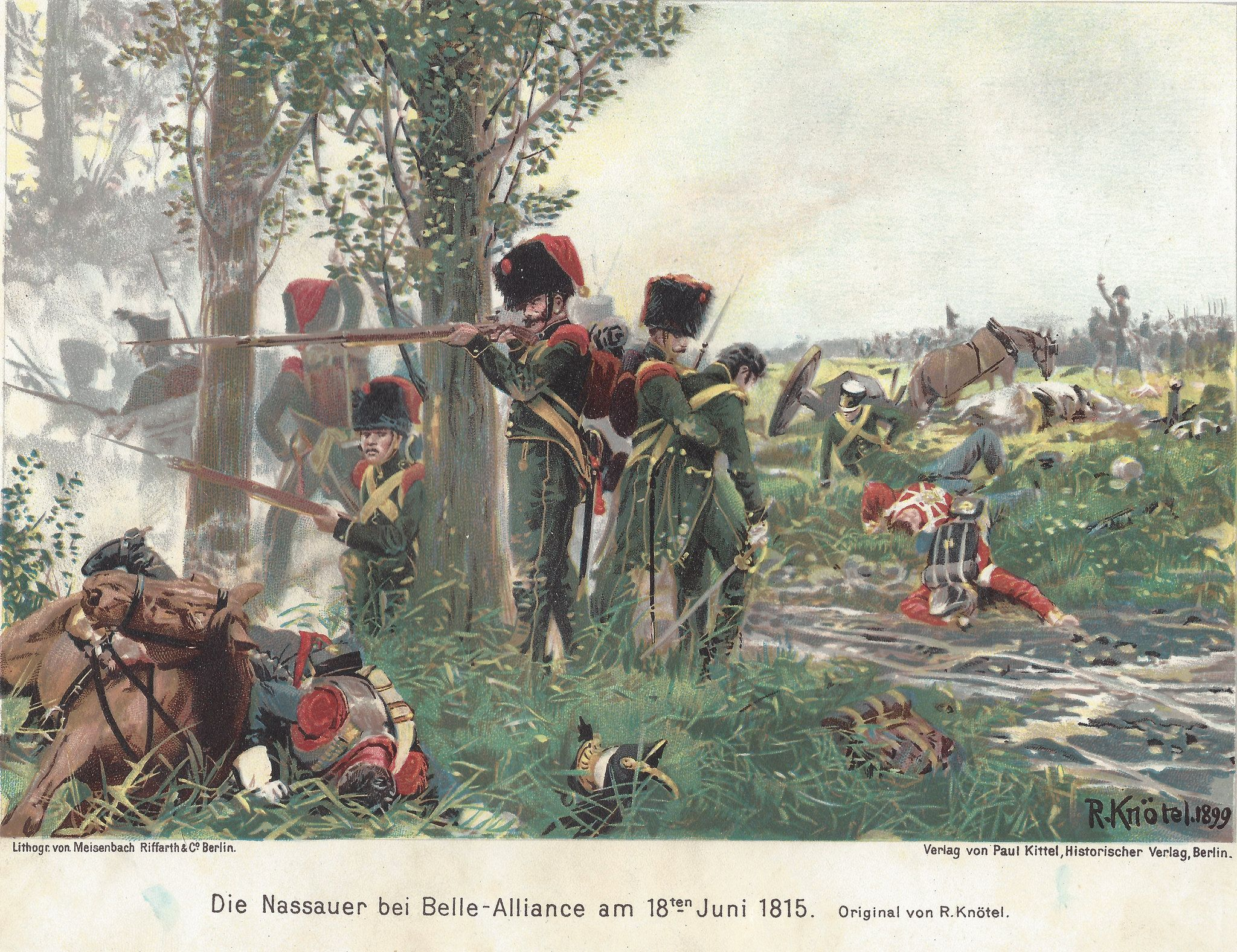
Піхотний контингент Нассау при Ватерлоо (на боці англо-нідерландців).

### Інші роботи

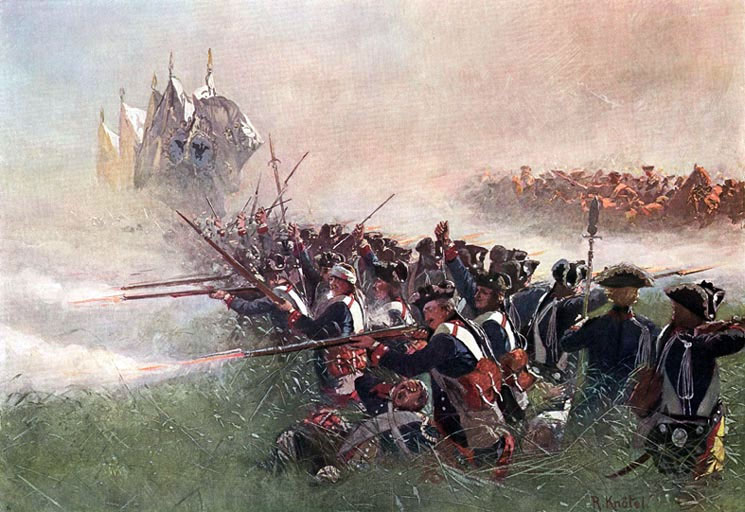
Прусська піша гвардія у битві при Коліні під час Семирічної війни.
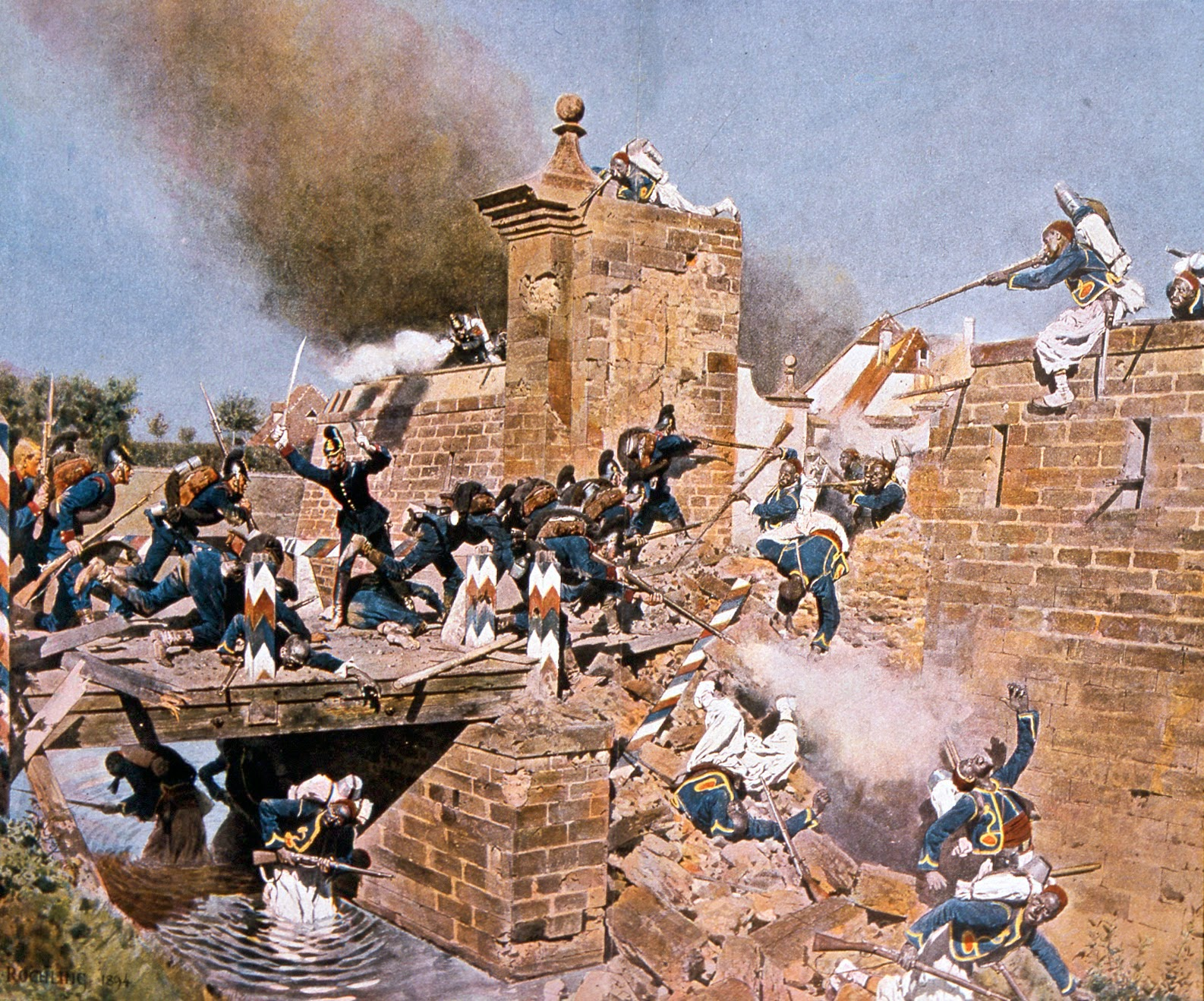
Штурм воріт Вайсенбург (Вісамбура), 1870 рік.
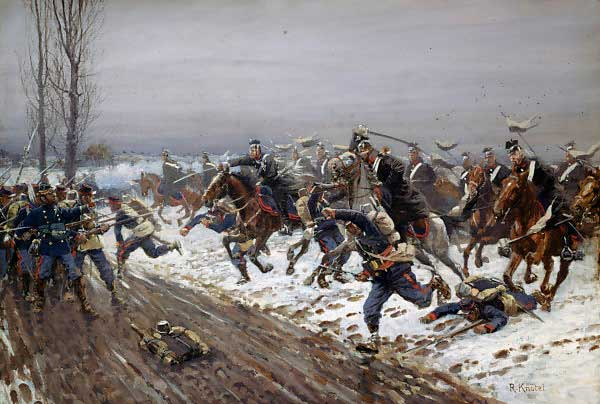
Прусські улани у битві при Сен-Кантені (1871).